# Exechia borealis
Exechia borealis är en tvåvingeart som beskrevs av Van Duzee 1928. Exechia borealis ingår i släktet Exechia och familjen svampmyggor.
Artens utbredningsområde är Alaska. Arten är reproducerande i Sverige. Inga underarter finns listade i Catalogue of Life.